# Auribeau-sur-Siagne
 Auribeau-sur-Siagne  es una población y comuna francesa, situada en la región de Provenza-Alpes-Costa Azul, departamento de Alpes Marítimos, en el distrito de Grasse y cantón de Grasse-Sud.

## Demografía
| 651 | 767 | 950 | 1154 | 2072 | 2612 | 2760 |
| Para los censos de 1962 a 1999 la población legal corresponde a la población sin duplicidades (Fuente: INSEE [Consultar]) |     |     |      |      |      |      |